# Анандын Амар
Анандын (Агданбуугийн) Амар (монг. Анандын (Агданбуугийн) Амар; 1886, местность Селенга, аймак Булган — 27 июля 1941, Москва) — глава государства Монгольской Народной Республики с 1932 по 1936 год и дважды занимал пост премьер-министра с 1928 по 1930 год и снова с 1936 по 1939 год. Амар был известен своей защитой суверенитета Монголии перед усиливающимся советским давлением. В 1941 году Амар был отправлен в Москву, где был расстрелян 10 июля 1941 года.

## Биография

### Происхождение и начало карьеры
Амар (по-монгольски буквально означает «мир / мирный») родился в 1886 году в современном сомоне Хангал аймака Булган (тогда этот район назывался хошун Дайчин Вана в аймаке Тушэту-хана) на севере центральной Монголии. Сын бедного дворянина, «хохи тайджа» или «бедного принца» Ананда, Амар изучал монгольский, маньчжурский и классический тибетский языки в хошунной школе. Затем он прошел путь от местного чиновника до должности в министерстве иностранных дел независимой Монголии с 1913 по 1919 год.
Он вступил в Монгольскую народную партию в 1923 году и был избран в состав Президиума (Политбюро) ЦК МНРП в августе 1924 года. Одновременно он был членом Малого хурала с 1-го по 7-й созывы. С 1923 по 1928 год Амар занимал пост заместителя премьер-министра, а также в разное время занимал различные другие государственные посты, в том числе он был министром иностранных дел, министром внутренних дел и председателем экономического совета.

### Премьер-министр (первый срок)
Амар был назначен премьер-министром (председателем Совнаркома) 21 февраля 1928 года, после смерти Балингийна Цэрэндоржа. Советские кураторы, уже с подозрением относившиеся к авторитету, которым он пользовался в Монголии, ограничили его полномочия, незамедлительно направив его на работу в Институт рукописей. Первый срок Амара на посту премьер-министра закончился 27 апреля 1930 года.
С 1930 по 1932 год он был председателем комитета по науке, за это время он написал две книги: «Десятилетняя годовщина и научная продукция» (1931) и «О развитии монгольской национальной письменности» (1933). С 1932 по 1936 год он занимал пост председателя президиума Малого хурала (номинального главы государства).

### Краткая история Монголии
В 1934 году он написал «Краткую историю Монголии». В предисловии он писал:
«Воистину невыносимо печально, что монгольский этнос, несмотря на то, что с древнейших времен и особенно во времена Чингис-хана прошел славный путь развития среди стран Азии и Европы, в последние дни должен был быть разделен на многие части, с некоторыми, неспособными защитить и защитить свои этнические корни, обычаи, землю и собственность, почитая могущественное иностранное образование, но не имея при этом никакой власти или политики для ведения своих собственных дел или совершения соответствующих действий, не только подчиняясь власти других, но фактически стремление реализовать политику и интересы иностранных субъектов. Империалистические нации, такие как Мандж (маньчжуры) и Хятад (китайцы), которые исторически пытались превратить монгольскую нацию в свои торговые лавки и установить свою единственную гегемонию, устанавливая цены по своей прихоти в эксплуататорских целях, сейчас находятся в этом самом положении. В этот момент они сражаются друг с другом за то, чтобы превратить нашу идентичную в национальном отношении Внутреннюю Монголию в свою торговую лавку. И так случилось, что монгольская нация скотоводства (Внутренней и Внешней Монголии) пала так низко, что встретила участь стать торговой лавкой других народов».

### Премьер-министр (второй срок)
Амар был назначен премьер-министром во второй раз (и одновременно министром иностранных дел) 22 марта 1936 года после отстранения его давнего соперника Пэлжидийна Гэндэна с обеих должностей. В 1935 году до этого «левый уклонист» Генден сопротивлялся советским требованиям скорейшего уничтожения буддийских монастырей:345 и даже, будучи сильно пьяным, на приеме в монгольском посольстве публично обругал Иосифа Сталина. Хотя Амар стал новым премьер-министром, Хорлоогийн Чойбалсан был основным фаворитом Сталина и, будучи главой только что созданного МВД, был де-факто стал самым влиятельным лицом в Монголии. В мае 1936 года Чойбалсан существенно усилил свою власть, когда он смог внести поправки в порядок работы Комитета внутренних дел, дающие возможность задерживать высокопоставленных политиков без предварительной консультации с политическим начальством.
Вскоре после того, как в 1936 году он стал премьер-министром, Амар и Дансранбилэгийн Догсом, председатель президиума Малого хурала, разозлили Чойбалсана и Москву, когда в честь пятнадцатой годовщины революции помиловали заключенных, замешанных в деле Лхумбэ. Враги Амара, особенно Чойбалсан, использовали это событие, чтобы связать его с вымышленной шпионской сетью Лхумбэ. Амара все чаще обвиняли в участии в контрреволюционной деятельности, из-за чего Чойбалсан восклицал: «Мы должны избавиться от этого феодального нарушителя спокойствия Амара!»:354.

#### Сталинские репрессии
Амар был бессилен предотвратить широкомасштабные репрессии, которые Чойбалсан и его кураторы из НКВД развязали в стране с 1937 по 1939 год. На первом показательном процессе, прошедшем с 18 по 20 октября 1937 года в Центральном театре, Амар, не скрываясь, плакал, когда его близкие друзья были приговорены к смертной казни.

### Чистка
Вследствие продолжавшейся в монгольском обществе популярности Амара Сталин стремился его устранить. Он поручил Чойбалсану, чтобы лидер партии Доржжавын Лувсаншарав начал пропагандистскую кампанию против популярного премьер-министра:367. 6 марта 1939 года Лувсаншарав осудил Амара на расширенном заседании ЦК МНРП, заявив, что он «помогал антиправительственным заговорщикам, выступал против их ареста и пренебрегал защитой границ страны. Он предал своё государство и стал предателем революции». Как только Чойбалсан поддержал осуждение, мнения в Центральном комитете быстро повернулись против Амара.
Когда Амар взял слово в свою защиту, он сказал:
«Хотя я верю в религию, во что я верю еще больше, так это в то, что Монголия должна твердо стоять на ногах, чтобы стать независимой страной. Я люблю свою страну. Я показал это своей работой. Я был одним из первых, кто посвятил себя делу развития моей страны, и мое сердце разрывается, когда я наконец вижу, как меня называют предателем и подвергают бичеванию»:367.
После однодневного партийного разбирательства Амар был признан виновным. Его сняли с поста премьер-министра, исключили из МНРП, а затем 1 марта 1939 он был арестован МВД. В июле 1939 года дело Амара было передано в НКВД, и Амара этапировали в Читу, а затем — в Москву. После смещения Амара Чойбалсан был назначен премьер-министром и стал бесспорным лидером Монголии, одновременно занимая должности премьер-министра, министра внутренних дел, военного министра и главнокомандующего монгольскими вооруженными силами.

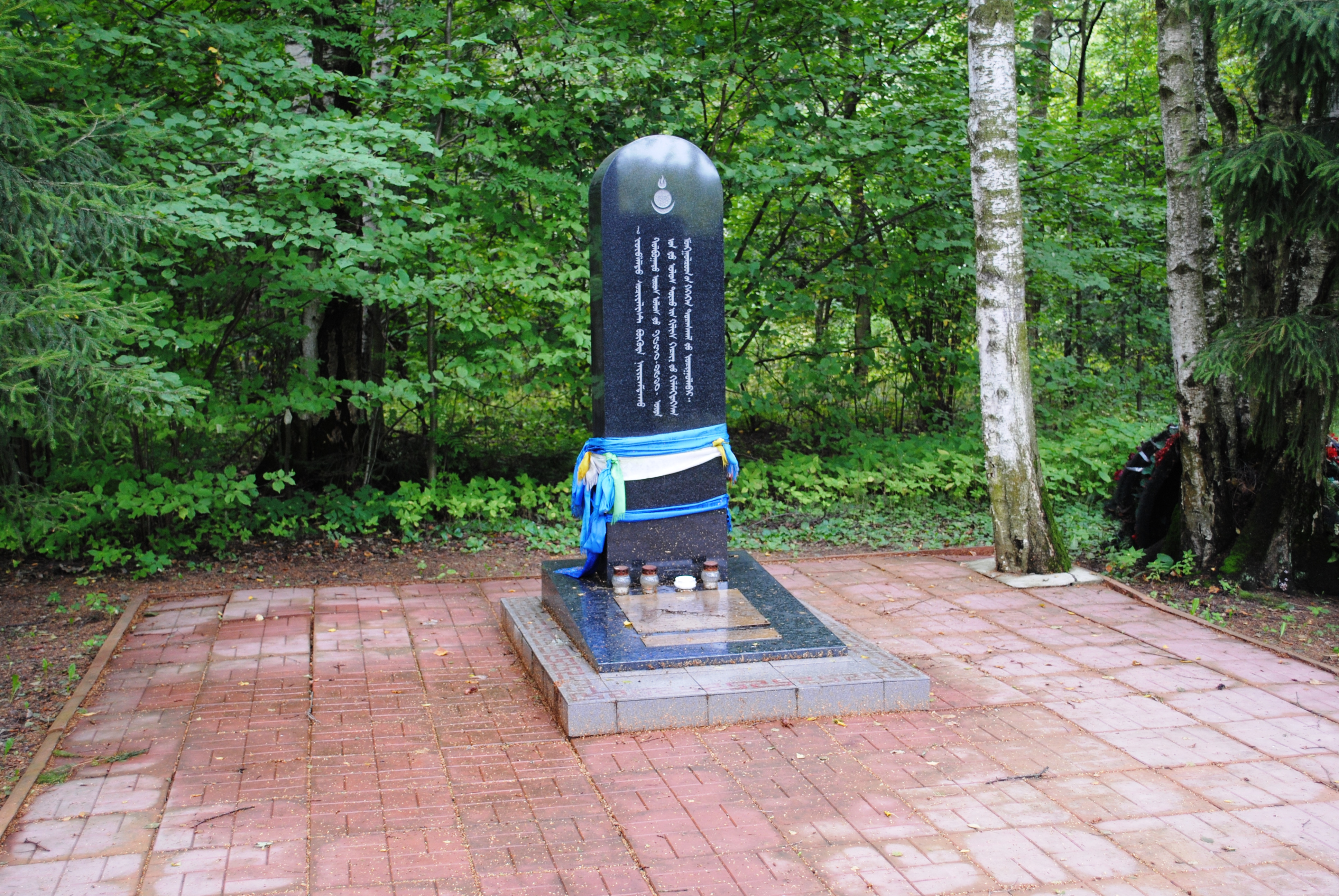
Обелиск на месте казни на расстрельном полигоне Коммунарка в Москве в память о монгольских жертвах, в том числе Амаре

### Суд и казнь
В Москве Амара под пытками заставили полностью признаться во всех выдвинутых против него обвинениях. По иронии судьбы, в ожидании суда в Москве Амар был заключен в тюрьму вместе с Лувсаншаравом, тем самым человеком, который травил его и способствовал его аресту и вскоре после этого он сам стал жертвой чисток Чойбалсана.
Приговорён к расстрелу Военной Коллегией Верховного Суда СССР 10 июля 1941 года по обвинению в участии «в контрреволюционной националистической организации». На протяжении всего следствия Амар настаивал на том, что, если Монгольская Народная Республика действительно является независимым государством, его должен судить монгольский суд. Его последними записанными словами были: «Обычно, когда большая держава колонизирует маленькую страну, её лидеров арестовывают и преследуют. Мой личный опыт свидетельствует о таком отношении СССР к Монголии»:369.
27 июля 1941 года Амар был расстрелян на полигоне «Коммунарка», в один день с Д. Лувсаншаравом, Д. Догсомом и З. Шижээ, расстрелянными там же.